# Първа френска империя
Първата Френска империя, известна още от популярната литература и като Наполеонова Франция, е название на Франция в периода от 1804 до 1814 г. и, за кратко, от март 1815 до 22 юни 1815 г. Създадена е вследствие провъзгласяването на Наполеон I за френски император през 1804 г. През 1814 г. той се отрича от престола, и макар че след година се завръща за малко (така наречените „Стоте дни на Наполеон“), поражението му в битката при Ватерло ознаменува окончателно края на Първата Френска империя. В периода на най-голямото си могъщество – от 1807 до 1812 г., тази държава владее голяма част от Европа. Тук се включват Западна Европа (без Англия) и Централна Европа. Повратна точка в съществуването ѝ се оказва нахлуването на Наполеон в Русия, където армията на Наполеон е разбита, и бавно, постепенно и методично е сложен краят ѝ, последван от опита на Виенския конгрес за реставрация на стария ред.